# Адольфо Суарес
Адо́льфо Суа́рес Гонса́лес, 1-й герцог Суа́рес (ісп. Adolfo Suárez González; нар. 25 вересня 1932, Себрерос, провінція Авіла, Іспанія — пом. 23 березня 2014, Мадрид, Іспанія) — іспанський державний діяч, голова уряду Іспанії в 1976-1981.

## Біографія
За професією адвокат, член колегії адвокатів Мадрида.
Очолив перший уряд Іспанії після повалення диктатури Франко. Організував проведення перших демократичних виборів у країні, прийняття конституції, легалізацію політичних партій.
Останні роки вів усамітнений спосіб життя через тяжку хворобу.